# Allophylus serratus
Allophylus serratus là một loài thực vật có hoa trong họ Bồ hòn. Loài này được (Hiern) Kurz mô tả khoa học đầu tiên năm 1876.

## Hình ảnh

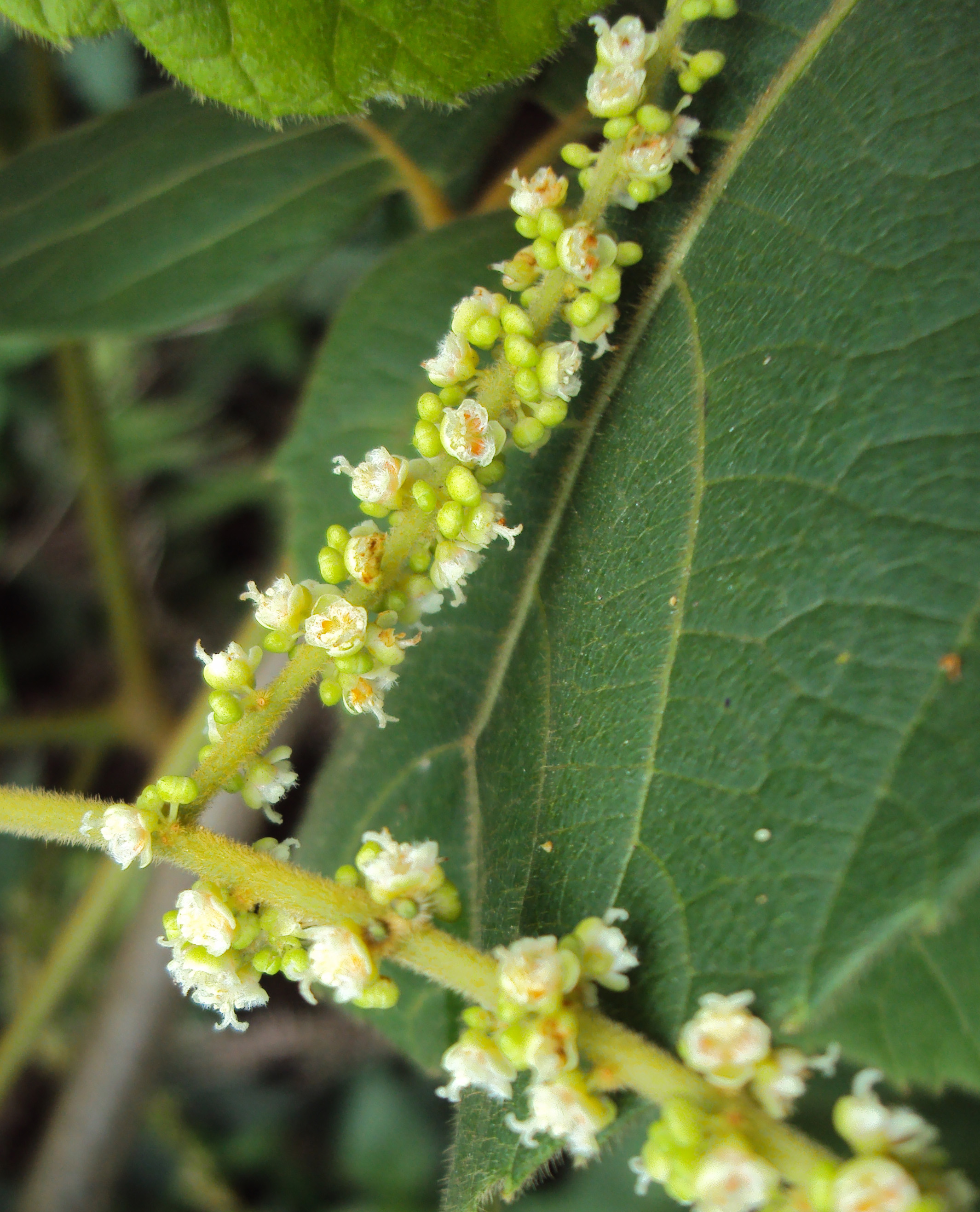
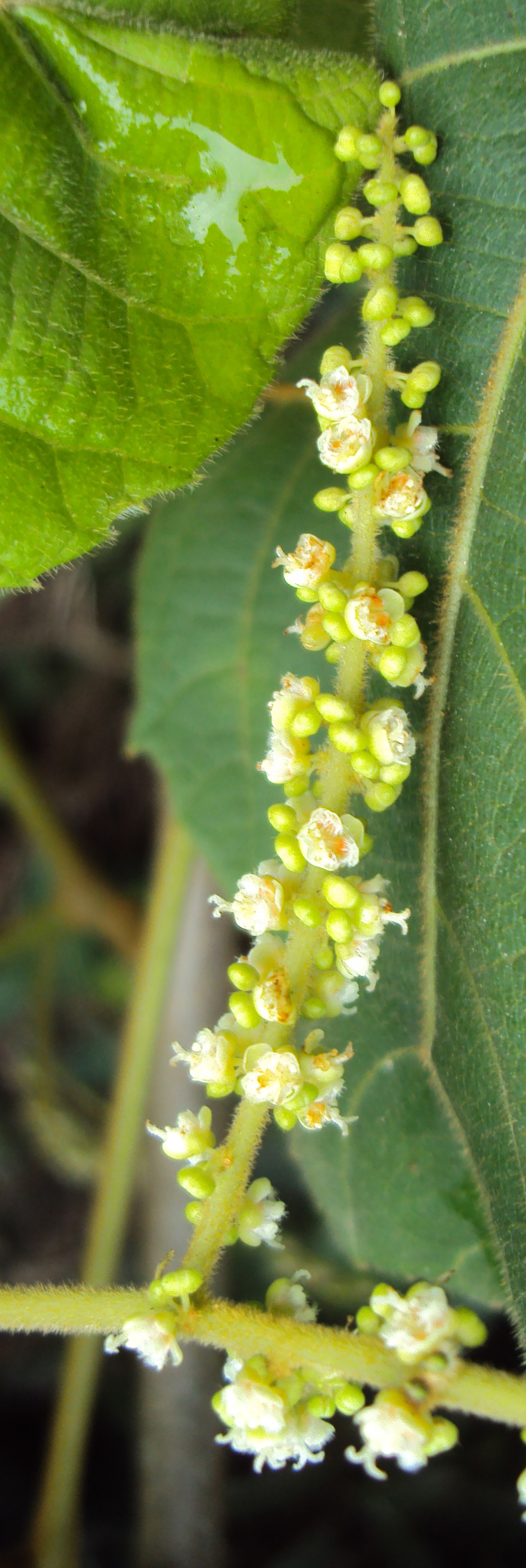
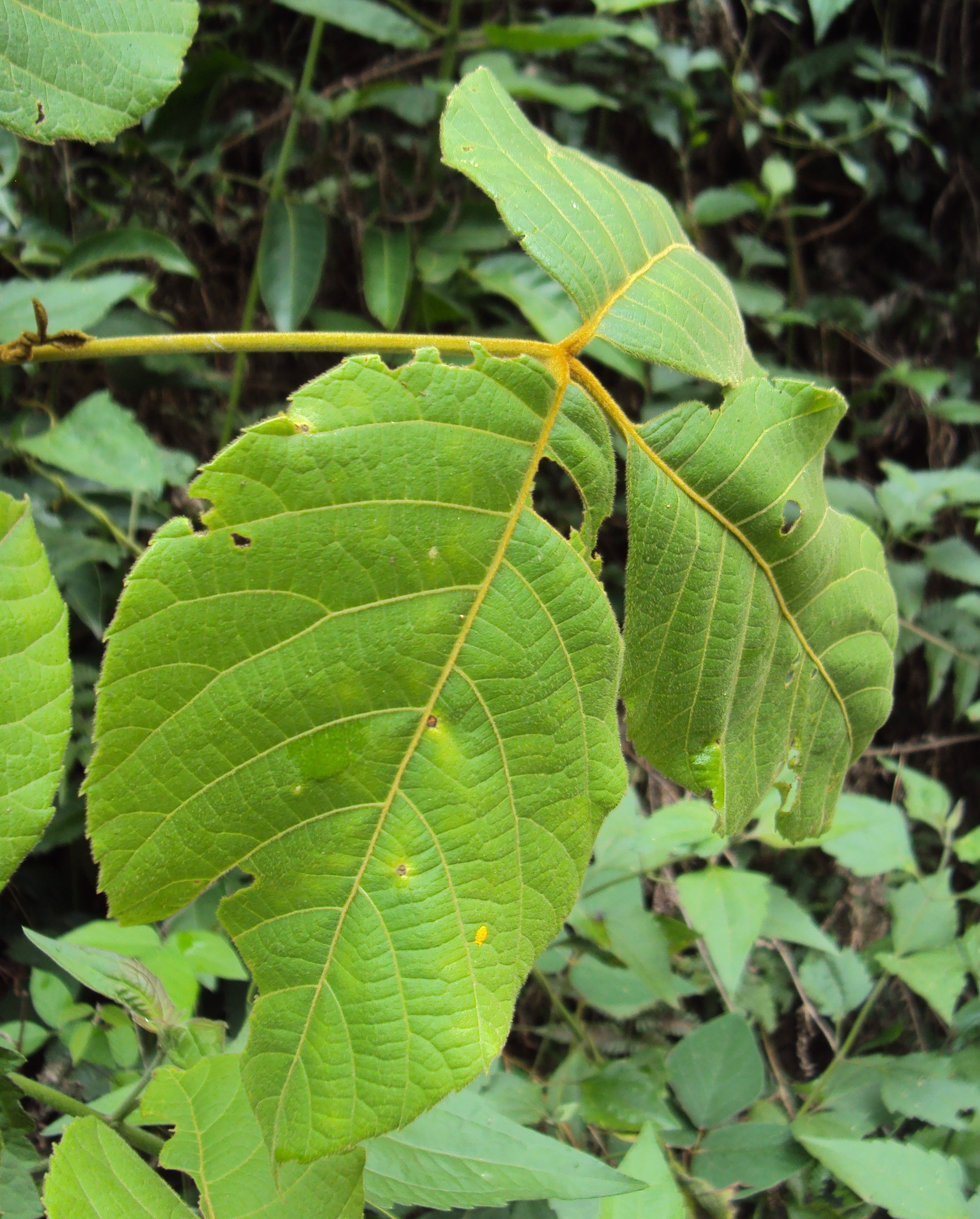
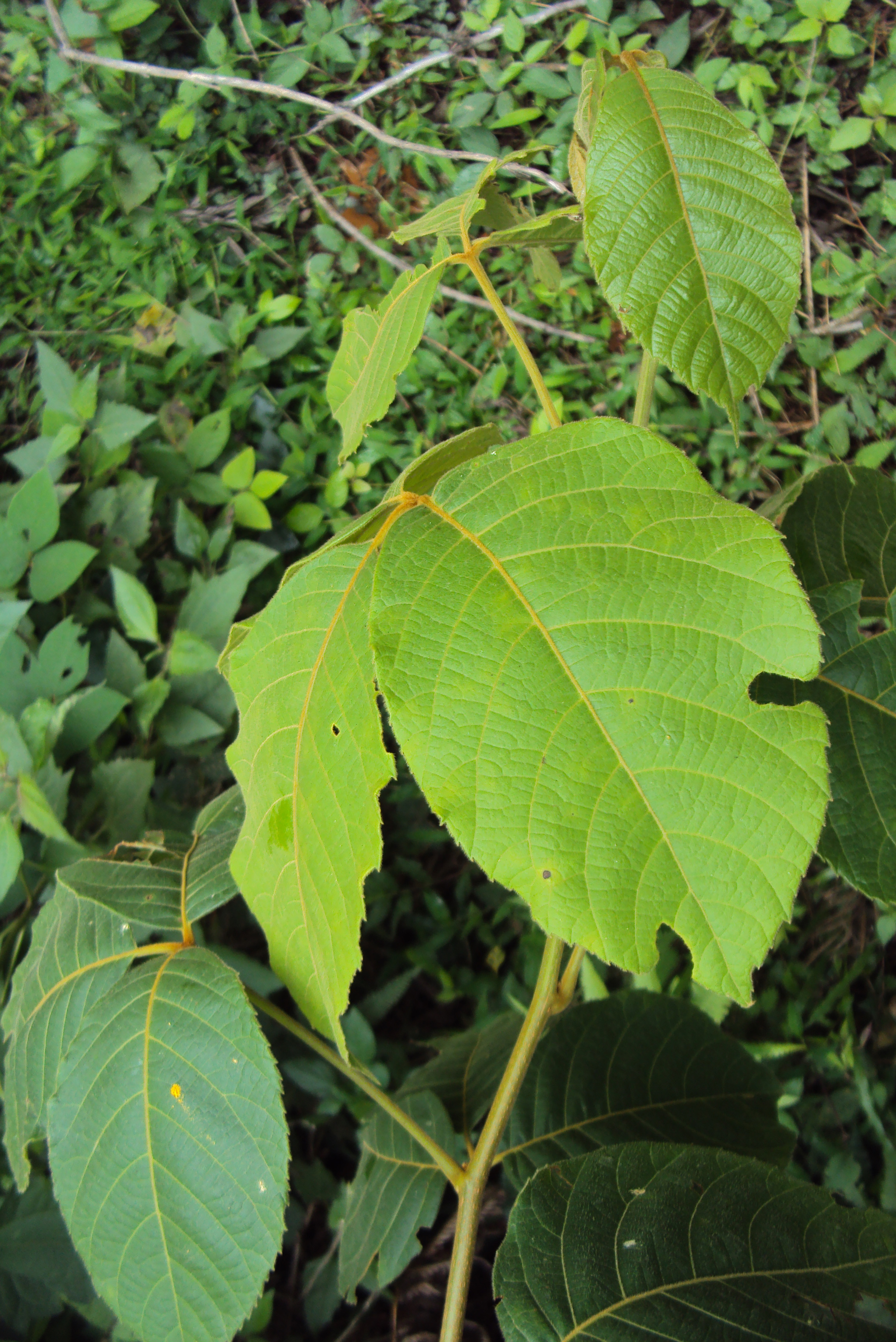